# Хејвуд Сити (Мисури)
Хејвуд Сити (енгл. Haywood City) град је у америчкој савезној држави Мисури.

## Демографија
По попису из 2010. године број становника је 206, што је 33 (-13,8%) становника мање него 2000. године.
| Група             | 2000.       | 2010.       |
| Белци             | 10 (4,2%)   | 11 (5,3%)   |
| Афроамериканци    | 227 (95,0%) | 186 (90,3%) |
| Азијати           | 0 (0,0%)    | 0 (0,0%)    |
| Хиспаноамериканци | 0 (0,0%)    | 3 (1,5%)    |
| Укупно            | 239         | 206         |